# Малая Гора (Марий Эл)
Малая Гора (мар. Изи Пӱнчер) — деревня в Сернурском районе Республики Марий Эл. Входит в состав Кукнурского сельского поселения.

## География
Находится в северо-восточной части республики Марий Эл на расстоянии приблизительно 30 км на север от районного центра посёлка Сернур.

## История
Известна с 1891 года как деревня из 4 дворов. В 1924 году состояла из 7 дворов с населением 47 человек. В 1975 году в 12 дворах проживали 55 человек, в 1988 году в 11 домах — 34 человека. В 2005 году отмечено 13 дворов. В советское время работали колхозы «Немда», «Победа», совхозы «Казанский», «Кукнурский» и «Заря».

## Население
Население составляло 39 человек (мари 100 %) в 2002 году, 46 в 2010.